# Робертс, Эндрю
Эндрю Л. Робертс (англ. Andrew L. Roberts), также известный как Билл Уильямс (Bill Williams), Джесси Эндрюс (Jesse Andrews) и под прозвищем «Картечь» (Buckshot) (1831 — 5 апреля 1878) — американский ковбой и охотник на бизонов; герой американского фронтира, противостоявший окружному отряду «Регуляторов» под командованием Дика Брюэра в перестрелке в Блейзерс-Милл.

## Ранние годы

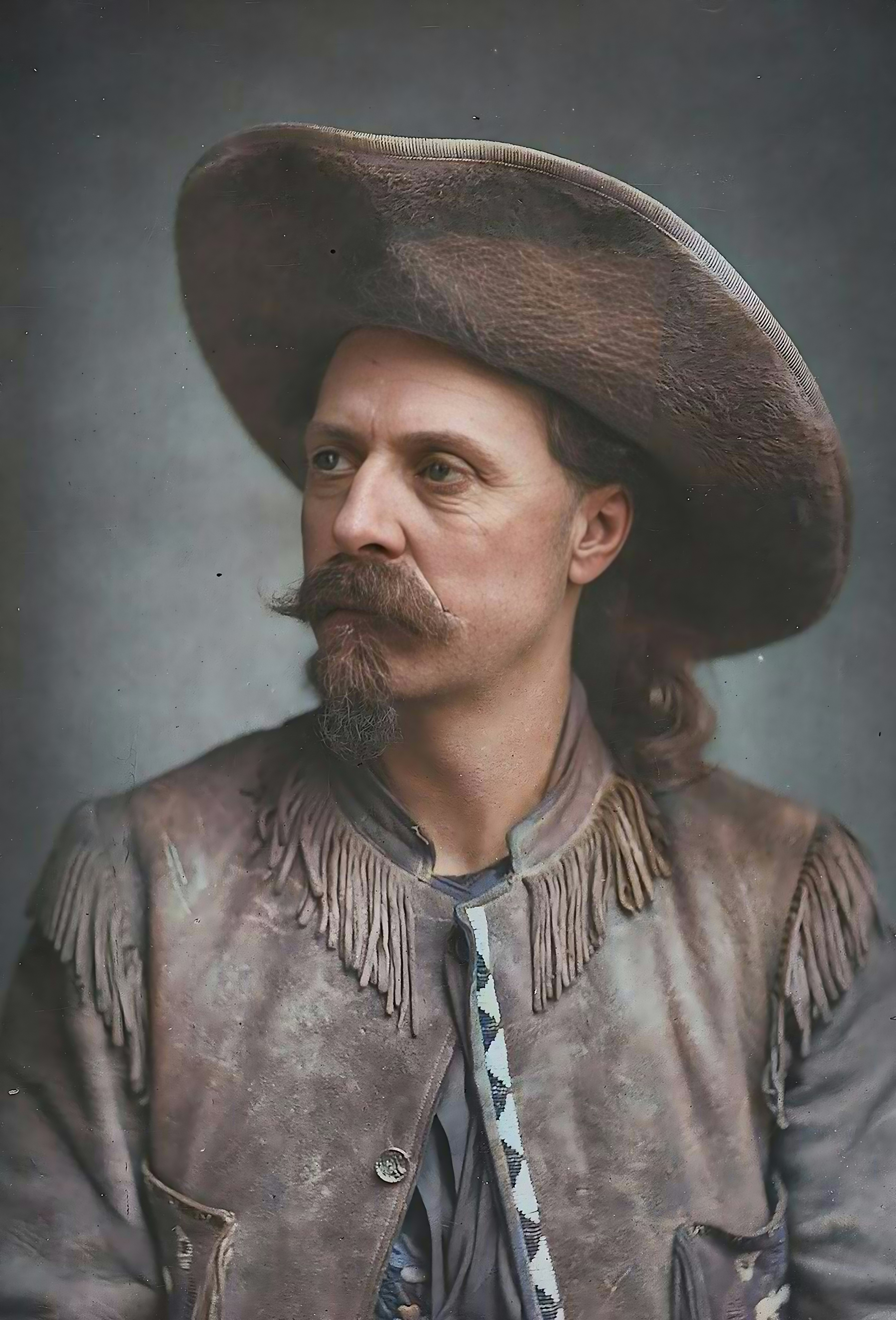
Буффало Билл

Эндрю Робертс родился в 1831 году. О его детстве и юности известно крайне мало. Источники сообщают, что до начала Гражданской войны в США он некоторое время под именем Билла Уильямса служил техасским рейнджером. Также известно, что Робертс принимал участие в Гражданской войне, дослужившись до звания сержанта, однако источники расходятся во мнении относительно того, на какой из сторон он воевал, упоминая о нём, то, как о военнослужащем армии Союза, то, как о солдате армии Конфедерации.
Считается, что после войны Робертс сопровождал Буффало Билла Коди и был его соратником в охоте на бизонов.
Своё прозвище Робертс получил из-за серьёзного ранения: в его правом плече после одной из перестрелок застрял осколок картечи, в результате чего правая рука оказалась частично парализована (он не мог поднять её выше таза), что, в свою очередь, привело к тому, что Робертс выработал у себя довольно неортодоксальный стиль стрельбы (в качестве основного оружия он стал предпочитать винчестер, ведя стрельбу от пояса).
Из сохранившихся описаний известно, что Робертс был невысоким, коренастым, тихим и скрытным, не любившим рассказывать о своём прошлом человеком. Знакомые характеризовали его как «упрямого одиночку».
К 1876 году Робертс владел небольшим ранчо в долине Руидозо, недалеко от Линкольна.

## Перестрелка и смерть

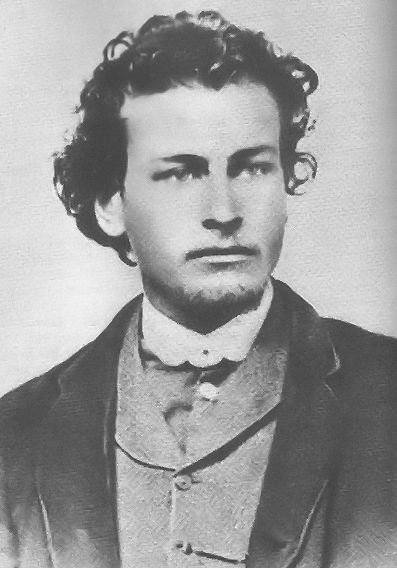
Дик Брюэр, главарь «Регуляторов», около 1875

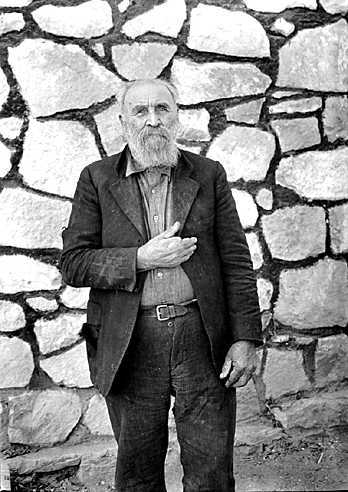
Джордж Коу, один из «Регуляторов», 1934

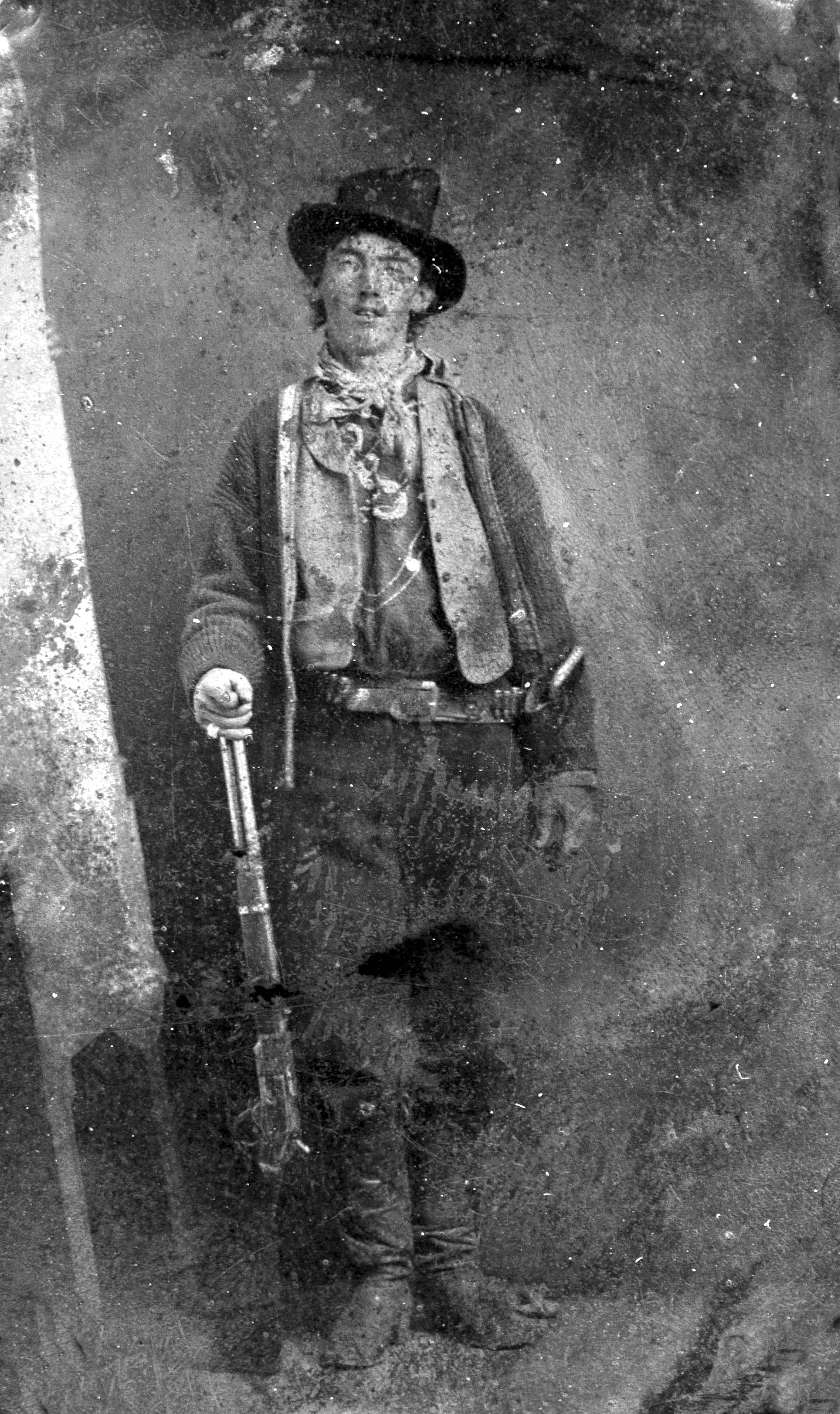
Билли Кид, около 1880

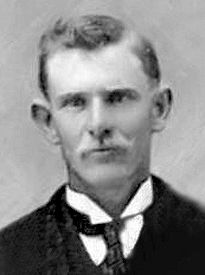
Док Скарлок, около 1877

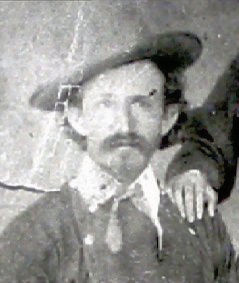
Чарли Боудри, около 1880

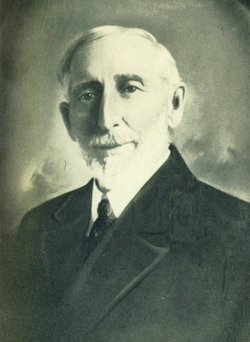
Фрэнк Коу в 1930 году

Перестрелка в Блейзерс-Милл была частью боевых действий Войны в округе Линкольн, которую спровоцировало соперничество между компанией «Мёрфи и Долан» и крупным скотоводом Джоном Танстеллом за экономическое влияние на Территории Нью-Мексико. Война была развязана после убийства Танстелла бандитами фракции Мёрфи—Долан 18 февраля 1878 года и стала самым кровавым гражданским конфликтом на Диком Западе. После этого преступления ковбои Танстелла объединились в отряд «Регуляторы» (англ. Regulators), для того чтобы отомстить убийцам.
Эндрю «Картечь» Робертс был замешан в преступлениях, связанных с компанией «Мёрфи и Долан», но считалось, что он не хотел иметь ничего общего с войной, разразившейся в округе, и планировал покинуть этот район. Он продал своё ранчо и ожидал чека от покупателя.
Поселение Блейзерс-Милл, торговый пост на реке Тулароса, располагалось на склоне холма между Линкольном и Туларосой и принадлежало дантисту доктору Джозефу Х. Блейзеру. Блейзерс-Милл включал в себя большой двухэтажный особняк, административное здание, лесопилку, мельницу, несколько одноэтажных глинобитных построек и домов, почту, универсальный магазин, а также несколько загонов и амбаров. «Регуляторы» появились в Блейзерс-Милл 4 апреля 1878 года, намереваясь поесть в ресторане миссис Годфрой. Известно, что в тот день отряд состоял из четырнадцати человек: Дика Брюэра, Чарли Боудри, Уильяма Маккарти (он же Билли Кид), Дока Скарлока, Игнасио Гонсалеса, Фрэнка Макнаба, кузенов Джорджа и Фрэнка Коу, Джона Миддлтона, Джима Френча, Генри Ньютона Брауна, Фреда Уэйта, «Грязного Стива» Стивенса и Джона Скроггинса. Эндрю «Картечь» Робертс приехал на почту в Блейзерс-Милл, пытаясь получить свой чек за проданное ранчо, но столкнулся там с «Регуляторами». Фрэнк Коу некоторое время разговаривал с Робертсом, сидя на крыльце ресторана, и пытался уговорить его сдаться. Робертс отказался, полагая, что это уловка, и «Регуляторы» всё равно убьют его.
Дик Брюэр, не отличавшийся особым терпением, отправил нескольких своих людей на улицу, чтобы взять Робертса под стражу. При виде вооружённых ковбоев, направляющихся к нему, Робертс вскочил, направив на них заряженный винчестер. Он и Чарли Боудри выстрелили одновременно. Робертс был ранен в живот, в то время как его пуля попала в пряжку оружейного ремня Боудри, разорвав ремень и сбив с ног стрелка, но не причинив ему серьёзного вреда. Опасно раненный, Робертс продолжал стрелять в «Регуляторов», отступая к дверям особняка доктора Блейзера. Джон Миддлтон был тяжело ранен в грудь, одна пуля попала Доку Скарлоку в ногу, а другая Джорджу Коу в правую руку, оторвав указательный палец. Коу продолжил стрелять с левой руки, и одна из его пуль ранила Робертса. Как только в винтовке Робертса закончились патроны, Билли Кид из укрытия набросился на него, но получил удар прикладом по голове и упал без сознания.
Забаррикадировавшись в особняке, Эндрю Робертс вооружился однозарядной винтовкой Спрингфилда калибра .50-70, принадлежащей доктору Блейзеру (один источник утверждает, что это был карабин Шарпса), и приготовился к обороне. Ошеломлённые таким поворотом событий, «Регуляторы» оказали помощь раненым и снова попытались уговорить Робертса сдаться. Разочарованный тем, что никто из его людей не осмеливается приблизиться к укреплённому противнику, Брюэр обогнул главный дом, укрылся за сложенными брёвнами и открыл огонь по комнате, где лежал раненый Робертс. Тот, увидев облако порохового дыма из-за брёвен, выждал момент, и, когда Брюэр снова поднял голову, попал ему в глаз, убив на месте. «Регуляторы», деморализованные потерями, отступили.
Эндрю «Картечь» Робертс умер от полученных ран на следующий день. Он и Дик Брюэр похоронены в двух могилах возле особняка доктора Блейзера, рядом с которым произошла перестрелка.

## Образ в кино
В фильме 1988 года «Молодые стрелки» роль Эндрю «Картечь» Робертса исполнил Брайан Кит. Однако сцена перестрелки в «Молодых стрелках» не соответствует реальной истории. В фильме Робертс сам нападает на «Регуляторов» в надежде получить награду, назначенную за голову Билли Кида. После короткого разговора, в котором он открыто излагает свои намерения, Робертс открывает огонь по банде, ранив некоторых из «Регуляторов» (в том числе Хосе Чавес-и-Чавеса, который в тот день, вероятно, вообще не присутствовал в Блейзерс-Милл), прежде чем отступает в дощатый туалет. После интенсивной стрельбы по будке туалета Дик Брюэр (Чарли Шин) пытается проверить, жив ли ещё Робертс. Робертс убивает приблизившегося Брюэра выстрелом в грудь. Остальные «Регуляторы» снова открывают огонь по туалету, а затем ретируются бегством. Судьба Робертса остаётся неясной, далее в фильме он не появляется.